# مشعل الكومي
مشعل سعود الكومي لاعب كرة قدم سعودي مولود في 20 مايو 1997 يلعب حالياً في نادي الزيتون.</ref>

## مسيرة اللاعب
لعب في الفئات السنية في نادي الإتحاد و لعب بعدها مع نادي الأنصار ونادي جدة ونادي الانتصار ونادي الوشم ونادي حطين ونادي التهامي ونادي القوس ونادي الدرع ونادي الذهب ونادي الزيتون.